# André Sohaing
André Sohaing, né le 21 janvier 1933 à Bayangam au Cameroun français et mort le 23 juillet 2015 dans la même ville, est un homme d'affaires et homme politique camerounais. 

## Biographie

### Enfance, formation et débuts
André Sohaing migre à Douala à l'âge de 17 ans. Il se lance dans le commerce où il fera fortune. 

### Carrière

#### Hommes d'affaires
Il a construit l’hôtel Akwa Palace, sous l’enseigne Pullman. Le groupe Sohaing qu'il fonde est actif dans le secteur de l’immobilier.  

#### Carrière politique
Membre du RDPC, il est député du département du Wouri, dans la région du Littoral en 1992. À partir de 1997 il est maire de Bayangam. Puis réélu en 2002 et en 2007, il le reste jusqu'à sa mort.
Il est mort le 23 juillet 2015 à Bayangam, ville de la Région de l'Ouest du Cameroun, dont il était le maire depuis 1997,. 
Sa fille, Céline Koloko Sohaing, est directrice d'hôtel au Cameroun.